# Dynamo (iluzjonista)
Dynamo, właściwie Steven Frayne (ur. 17 grudnia 1982 w Bradford) – brytyjski iluzjonista. W Polsce znany głównie z programów Więcej niż magia i The best of emitowanych na Discovery Channel. 4 grudnia 2013 roku otrzymał tytuł Doctor honoris causa od Bradford University.

## Życiorys

### Początki kariery
Dynamo wychował się w mieście Bradford w Anglii Północnej. Sztuki magicznej nauczył go dziadek, od którego czerpał inspirację. W szkole dokuczali mu inni koledzy, którzy spychali go z pobliskiego wzgórza w koszu. Steven poprosił dziadka o pomoc, a on pokazał mu jak sprawić żeby nie mogli go podnieść. To była pierwsza sztuczka jaką Dynamo zrobił w życiu.
W wieku 19 lat postanowił, że zajmie się profesjonalnie sztuką magiczną. W swoich pokazach połączył iluzję z kulturą hip-hopową, co wyróżnia go spośród innych iluzjonistów. U Frayne'a zdiagnozowano chorobę Leśniowskiego-Crohna. Podczas jednego z jego pokazów ktoś krzyknął: To dynamo! i takie przezwisko już do niego przylgnęło.

### Media
Dynamo zaczynał umieszczając nagrania ze swoich występów w serwisie YouTube. W telewizji zadebiutował w show Richard & Judy na Channel 4.
W 2011 roku rozpoczęła się emisja jego programu Więcej niż magia (w oryginale: Dynamo: Magician Impossible), do którego zaprosił gwiazdy takie, jak: Rio Ferdinand, Tinie Tempah, David Haye i wiele innych. 25 lipca 2011 roku został sfotografowany chodząc po Tamizie w pobliżu Pałacu Westminsterskiego. Sztuczka została wykonana na potrzeby programu telewizyjnego Więcej niż magia. Zaprezentowane przez Dynamo chodzenie po wodzie zostało następnie sparodiowane przez Jeremy’ego Clarksona w programie „Top Gear” oraz Davida Duchovny’ego w jednym z odcinków serialu „Californication”.
5 lipca 2012 premierę miał 2. sezon jego programu Więcej niż magia, w którym między innymi zszedł po ścianie budynku w Los Angeles. Premiera 3. sezonu miała miejsce 11 lipca 2013, a w sierpniu 2014 Dynamo ogłosił na Facebooku, że czwarty sezon będzie ostatnim.
Dynamo wystąpił także na MTV EMA oraz w reklamach firm Nokia i Adidas. A od 2011 roku jest członkiem ekskluzywnej brytyjskiej organizacji The Magic Circle skupiającej iluzjonistów.